# Catharina-Amalia Nizozemská
Princezna Catharina-Amalia Nizozemská, princezna oranžská, Catharina-Amalia Beatrix Carmen Victoria, (* 7. prosince 2003 Haag) je dědičkou trůnu Nizozemského království, což zahrnuje Arubu, Curaçao, Nizozemsko a Svatý Martin.
Catharina-Amalia je nejstarším dítětem Viléma-Alexandra a Máximy. Dědičkou nizozemského trůnu se stala 30. dubna 2013, když její otec nastoupil na trůn.

## Narození
Princezna Catharina-Amalia Beatrix Carmen Victoria se narodila v 17:01 středoevropského času 7. prosince 2003 v nemocnici Bronovo (pojmenované podle své zakladatelky Sary Kathariny de Bronovo) v Haagu jako první dítě tehdejšího prince Viléma-Alexandra a princezny Máximy. Narodila se přirozenou cestou s mírou 52 centimetrů a váhou 3310 gramů.
V den jejího narození oslavovalo celé Nizozemsko, na čtyřech místech království (Den Helder a Haag v Nizozemsku, Willemstad na Curacau a Oranjestad na Arubě) bylo vypáleno 101 salv na oslavu narození budoucí nizozemské královny. V době jejího narození byl její otec první a ona sama byla druhá v linii následnictví na nizozemský trůn.

## Křest
Dne 12. června 2004 byla pokřtěna reverendem Carlem ter Lindenem v kostele sv. Jakuba v Haagu. Princezna měla šest kmotrů:
- Princ Constantijn Nizozemský (bratr jejího otce)
- Korunní princezna Victoria Švédská
- Marc ter Haar (přítel jejího otce)
- Herman-Diederik Tjeenk Willink (viceprezident Rady státu)
- Samantha van Welderen, baronka Rengers-Deane (přítelkyně její matky)
- Martín Zorreguieta (bratr její matky)

Při křtu obdržela jména Catharina-Amalia Beatrix Carmen Victoria, nicméně její nejbližší ji oslovují „Amalia“.
- Catharina je pravděpodobně po Henriettě Catharině Nasavské
- Amalia je po Amálii ze Solms-Braunfelsu
- Beatrix je po její babičce z otcovy strany, princezně Beatrix (tehdejší nizozemské královně)
- Carmen je na počest babičky z matčiny strany
- Victoria je po její kmotře, korunní princezně Victorii Švédské

Její prarodiče z matčiny strany, Jorge Zorreguieta a María del Carmen Cerruti Carricart, měli zakázáno účastnit se svatby jejích rodičů v roce 2002 kvůli účasti Zorreguiety v režimu generála Jorge Rafaela Videly, ale byli přítomni při jejím křtu, který byl spíše soukromou než státní záležitostí.

## Život a vzdělání
Má dvě mladší sestry: princeznu Alexii (*2005) a princeznu Ariane (*2007). Žije se svými rodiči a sestrami v paláci Huis ten Bosch v Haagu.
Od prosince 2007 navštěvovala Catharina-Amalia veřejnou základní školu Bloemcampschool ve Wassenaaru. Nyní navštěvuje Christelijk Gymnasium Sorghvliet v Haagu, do kterého chodila její teta princezna Laurentien.
Její narozeniny se tradičně slaví koncertem v Kloosterkerku v Haagu, kterého se účastní velvyslanci, členové královské domácnosti a Nizozemská rada. Mluví nizozemsky, anglicky a částečně španělsky.
K jejím sedmým narozeninám pojmenoval Peter Hartman Douglas C-47 Skytrain, který kdysi vlastnil její pradědeček, princ Bernhard z Lippe-Biesterfeldu, po Catharině-Amalii. Samotné princezně bylo z důvodu školních povinností zabráněno zúčastnit se slavnosti.
Její babička z otcovy strany, královna Beatrix, 30. dubna 2013 abdikovala a její otec nastoupil na trůn. Catharina-Amalia jako nový následník trůnu převzala titul princezny Oranžské a stala se první držitelkou tohoto titulu. Princezna Catharina-Amalia převezme místo v poradní divizi Státní rady Nizozemska po dosažení plnoletosti v 18 letech.
V roce 2020 byl jmenován nový pluk nizozemské královské armády, husarský pluk princezny Cathariny-Amalie.

## Následnictví
Dne 30. dubna 2013 nastoupil její otec Vilém-Alexander po abdikaci své matky Beatrix na nizozemský trůn. Catharina-Amalia se tak stala nizozemskou korunní princeznou. Obdržela titul kněžny Oranžské. V současné době je třetí nejmladší následnicí trůnu na světě a druhou nejmladší následnicí v Evropě. Mladší následníky trůnu mají jen v Lesothu a ve Španělsku. Amalia je zároveň dosud nejmladší nizozemskou dědičkou trůnu a je první dívkou, jíž byl titul princezny Oranžské udělen. Její babička Beatrix, prababička Juliána a praprababička Vilemína měly „pouze“ titul princezny nizozemské, třebaže se u nich od narození předpokládal nástup na trůn.

## Tituly
- 7. prosinec 2003 – 30. duben 2013: Její královská výsost Catharina-Amalia Nizozemská, dědičná princezna oranžská, princezna oranžsko-nasavská.
- od 30. dubna 2013: Její královská výsost Catharina-Amalia, kněžna oranžská, princezna nizozemská a oranžsko-nasavská[12]

V současné době je princezna první v pořadí následníků na nizozemský trůn a jednoho dne se stane s největší pravděpodobností další nizozemskou královnou, a to i v případě, že by se v budoucnu narodil jejím rodičům syn. V Nizozemsku je uzákoněn dědičný zákon absolutní primogenitury.
Stejně jako její sestry, i Catharina-Amalia se narodila jako nizozemská princezna a princezna oranžsko-nasavská. Jako následnice trůnu, je také princeznou oranžskou.

## Původ
Prostřednictvím svého dědečka z otcovy strany, člena rodu Amsbergů, pochází Catharina-Amalia z rodin nižší německé šlechty a prostřednictvím své babičky z otcovy strany z několika královských německých/nizozemských rodin, jako je rod Lippe, rod Mecklenburg-Schwerin, rod oranžsko-nasavských, rody Waldeck a Pyrmont a rod Hohenzollernů. Ona sama je potomkem prvního nizozemského krále Viléma I. Nizozemského, který byl také vládcem v Lucembursku a několika německých státech, a všech následujících nizozemských panovníků.
Z matčiny strany je Catharina-Amalia potomkem bohatých španělských a italských Argentinců s baskickými předky.